# Gerontoformica sternorhabda
Gerontoformica sternorhabda (лат.) — ископаемый вид муравьёв рода Gerontoformica из подсемейства Sphecomyrminae. Обнаружен в бирманском янтаре (Мьянма) возрастом около 100 млн лет.

## Описание
Мелкие ископаемые муравьи (около 4 мм). Известны по двум бескрылым самкам. Отличаются от близких видов группы Gerontoformica pilosa (†G. contega, †G. magna, †G. pilosa) следующими признаками: (1) постгенальный мостик удлинен, поэтому голова «прогнатная»; (2) увеличены краниальные мыщелки переднего/дорсального сочленения мандибул; (3) торули ориентированы дорсолатерально, а не просто дорсально; 4) прококсы удлиненные, их длина примерно в 2 раза больше ширины; (5) продистикоксальное отверстие «закрыто» и протрохантер с узкой шейкой; (6) мезо- и метаторако-коксальные сочленения «закрыты», то есть направлены вентрально, а не латерально или вентролатерально; (7) брюшной сегмент II полностью стебельчатый; (8) присутствует субпетиолярный отросток; (9) прора присутствует.

## Систематика
Вид Gerontoformica sternorhabda впервые описан в 2022 году по двум бескрылым самкам (голотип CASENT0741233 и паратип CASENT0741234) и включен в состав рода Gerontoformica вместе с видом Gerontoformica cretacica и другими таксонами. Близок к видам группы pilosa (†G. contega, †G. magna, †G. pilosa).

## Этимология
Видовой эпитет sternorhabda сочетает в себе древнегреческие слова στερνών (стернум, грудина) и ράβδος (рабдос, стержень) в отношении формы субпетиолярного отростка, который уникален среди представителей рода † Gerontoformica. Имя прилагательное и женского рода по форме соответствует полу рода.